# Hilzingen
Hilzingen település Németországban, azon belül Baden-Württembergben. Lakosainak száma 9118 fő (2023. december 31.). Hilzingen Mühlhausen-Ehingen és Engen községekkel határos.

## Népesség
A település népessége az elmúlt években az alábbi módon változott:
| Lakosok száma | 4427 | 4968 | 5964 | 6324 | 6352 | 7194 | 8011 | 8432 | 8307 | 9118 |
|               | 1961 | 1967 | 1974 | 1980 | 1987 | 1993 | 2000 | 2006 | 2013 | 2023 |